# Le Persan (roman)
Pour les articles homonymes, voir Le Persan.
Le Persan est un roman d'Alexandre Ilitchevski paru en 2009, se déroulant en Azerbaïdjan. Sa traduction en français par Hélène Sinany publiée chez Gallimard  (ISBN 978-2-07-013639-1) a été récompensée par le Prix Russophonie 2015.